# قضية ليزا ف. الجنائية

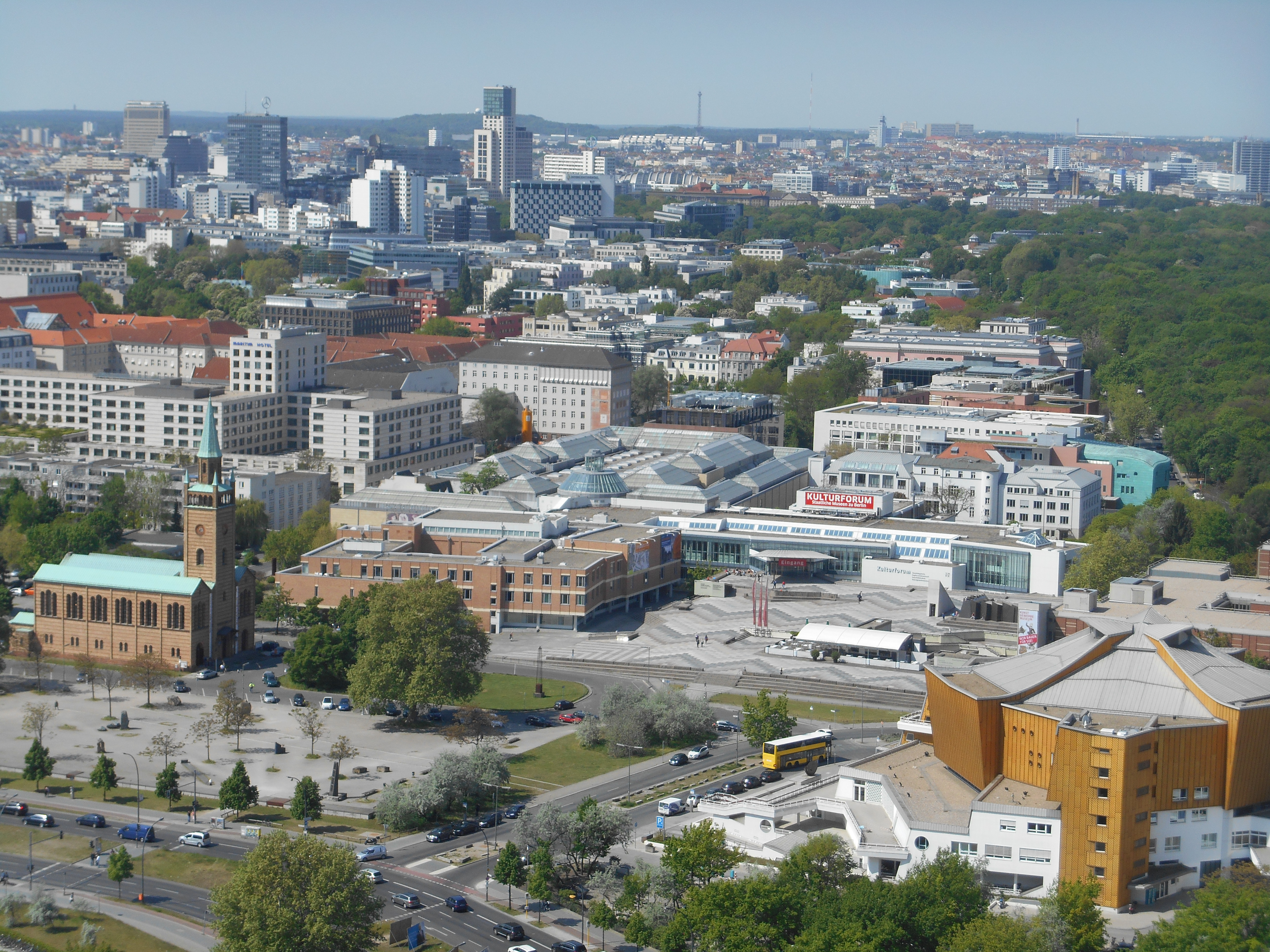

في قضية «ليزا ف» الجنائية المزعومة، تم الإبلاغ عن اختفاء فتاة روسية ألمانية تبلغ من العمر 13 عامًا لأكثر من يوم في برلين في يناير 2016، وبعد عودتها، ادعت أولًا أنها اختطفت واغتصبت على أيدي ثلاثة غرباء. تم استخدام هذه القضية على الفور من قبل المسؤولين ووسائل الإعلام الروسية لاتهام ألمانيا بالتسامح مع إساءة معاملة الأطفال والتستر عليها، والذي أثار بدوره مظاهرات الروس الألمان في عدة مدن ألمانية. لقد تم إثبات قصة الاختطاف بعد فترة قصيرة من قبل الشرطة بعد تحليل سجلات الهاتف المحمول، كما اعترفت ليزا بأنها ذهبت للاختباء طواعية ولم يتم اغتصابها.

## الحادث
في 11 يناير، اختفت ليزا ف. (تم اختصار الاسم وفقًا لقانون الخصوصية الألماني)، وهي فتاة روسية ألمانية تبلغ من العمر 13 عامًا تحمل جنسية مزدوجة من برلين - مارزان، وهي في طريقها إلى المدرسة. إثر اختفائها، أبلغ والداها الشرطة. في اليوم التالي عادت بعد 30 ساعة وأخبرت والديها بأنها اختطفت من قبل ثلاثة رجال مجهولين من أصل «جنوبي» أو «عربي»، والذين لم يتحدثوا الألمانية جيدًا. علاوة على ذلك، أخبرت الشرطة في البداية أنها تعرضت للضرب والاغتصاب. ومع ذلك أشار سجل هاتفها إلى أنها بقيت في بيت صديقها الأكبر عصمت إس، وهو ما جعل الشرطة الألمانية تعتبر أن بقية القصة كانت بلاغًا كاذبًا.
ومع ذلك، اعترف صديقها بممارسة الجنس مع ليزا قبل بضعة أشهر، أجرت الشرطة الألمانية تحقيقات جنائية مع رجلين، أحدهما مواطن تركي والآخر مواطن ألماني من أصل تركي، لأن هذا الاتصال سيكون جريمة جنائية بموجب القانون الألماني حتى لو حدث طوعًا. أدى الحادث إلى تغطية إعلامية مكثفة، خاصة في وسائل الإعلام الروسية، وإلى توترات دبلوماسية بين ألمانيا وروسيا. لقد اتهم وزير الخارجية الروسي سيرغي لافروف السلطات الألمانية بالتكتم على القضية. رفض وزير الخارجية الألماني فرانك-فالتر شتاينماير المزاعم وحذر روسيا من «تسييس» القضية. وبعد أن غطت وسائل الإعلام الروسية القصة على نطاق واسع وادعت أن الفتاة تعرضت لسوء المعاملة واحتُجزت «كعبد جنسي»، نظّم العديد الروس الألمان مظاهرات في عدة أجزاء من ألمانيا من بين أماكن أخرى أمام المستشارية الاتحادية الألمانية في برلين في 24 يناير.
وخلال الاستجواب الإضافي، ذكرت الفتاة رواية أخرى للأحداث قالت فيها أنها ذهبت مع الرجال طواعية. وقال متحدث باسم مكتب المدعي العام: «نحن ننطلق من أن الاتصال الجنسي كان بالتراضي». نفت شرطة برلين أيضًا حدوث خطف أو اغتصاب، ومع ذلك أجرت تحقيقات جنائية أخرى ضد اثنين من المشتبه بهم. تمسك أقارب ليزا بالمزاعم التي أثارتها الفتاة في البداية.
وفي 29 يناير، قال متحدث باسم المدعي العام للصحافة أن الفتاة في الليلة المعنية كانت في منزل أحد معارفها البالغ من العمر 19 عامًا، والذي لا يُشتبه في أنه كان على اتصال جنسي معها، لكنه يعتبر شاهدًا. عثرت الشرطة على ذلك الرجل من خلال تقييم البيانات من هاتف خلوي، كما روت الفتاة نفسها عدة روايات من القصة.  يبدو أن الفتاة أرادت الفرار وطلبت المأوى في منزله. لقد كانت لديها مشاكل في المدرسة ولم ترغب في الذهاب إلى والديها. ومع ذلك، استمر التحقيق الجنائي بشأن سوء معاملة الأطفال الشديد ضد ألمانيين اثنين، يشتبه في أنهما كانا على اتصال جنسي معها قبل أشهر من اختفائها. سن الرضا في ألمانيا هو 14 عامًا. أسقطت التهمة الموجهة ضد أحدهم، لأنه لم يكن على دراية بعمر الفتاة الحقيقي.
في 29 يناير، وافق شتاينماير ولافروف خلال مكالمة هاتفية على عدم التطرق إلى القضية أكثر من ذلك. في 31 يناير، قال متحدث باسم مكتب المدعي العام للصحافة إن الفتاة «اعترفت على الفور بأن قصة الاغتصاب لم تكن صحيحة» عندما استجوبها أخصائيون بعد ثلاثة أيام من اختفائها. ومع ذلك، كررت والدتها، سفيتلانا ف. في 1 فبراير الادعاءات التي قدمتها الفتاة في البداية مضيفة أن ليزا كانت مصابة بورم دموي تحت عينيها وتنزف من فمها عندما عادت إلى المنزل. عولجت الفتاة في جناح للأمراض النفسية في المستشفى.

## ردود الفعل
- اتهم سيرغي لافروف، وزير الخارجية الروسي، السلطات الألمانية بالميل إلى «رسم الواقع بطريقة صحيحة سياسياً لأسباب سياسية داخلية»، واقترح «من الواضح أن الفتاة لم تختف لمدة 30 ساعة طوعًا».[12]
- حذر وزير الخارجية الألماني فرانك-فالتر شتاينماير روسيا من استخدام القضية «للدعاية السياسية».[13] تم استدعاء السفير الروسي في برلين إلى وزارة الخارجية الألمانية «لإجراء محادثات».[14]
- قال كارل جورج ويلمان، خبير روسيا في حزب الاتحاد الديمقراطي المسيحي الألماني: «يتم استخدام قضية ليزا كدليل إضافي مزعوم على أن أزمة اللاجئين لم تعد تحت السيطرة».[2]

## المظاهرات
بعد أن غطت وسائل الإعلام الروسية القصة على نطاق واسع وذكرت أن الفتاة تعرضت لسوء المعاملة واحتُجزت «كعبد جنسي»، كان رد فعل العديد من الروس الألمان هو الغضب؛ ابتداءً من 18 يناير كانت هناك مظاهرات في عدة أجزاء من ألمانيا، ومن بين مظاهرات أخرى أمام المستشارية الاتحادية الألمانية في برلين في 23 يناير.

## الحكم
في يونيو 2017، أُدين الجاني عصمت إس. بالسجن لمدة عامين مع وقف التنفيذ حيث أدين بإساءة معاملة الأطفال وإنتاج مواد إباحية للأطفال.